# Web API

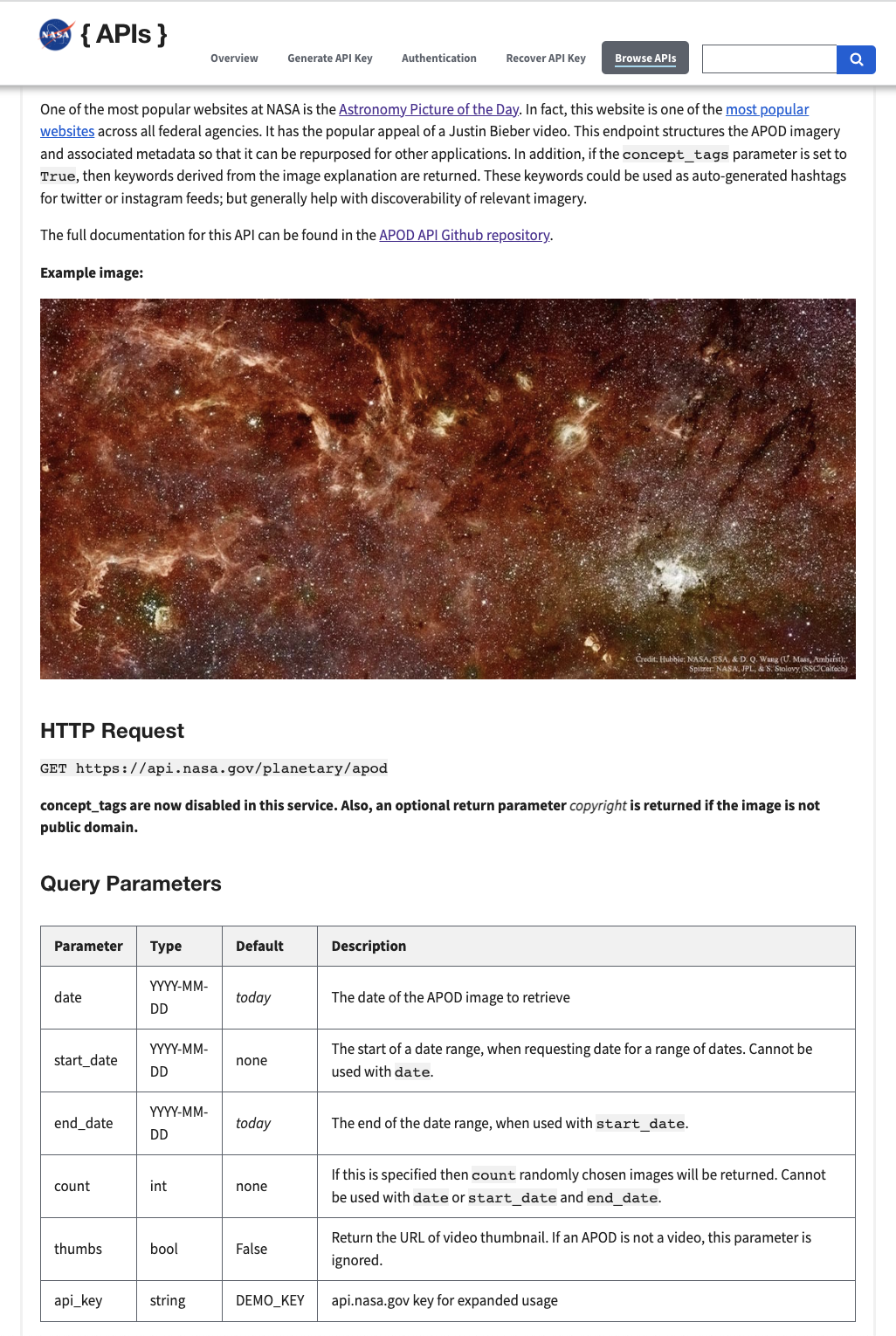
Captura de tela de documentação para web API escrita pela NASA

Uma web API é uma interface de programação de aplicações (API) tanto para um servidor quanto um navegador. É utilizada para se conseguir recuperar somente o valor necessitado num banco de dados de um site.

## Server-side
Uma web API server-side é uma interface programática consistente de um ou mais endpoints publicamente expostos para um sistema definido de mensagens pedido-resposta, tipicamente expressado em JSON ou XML, que é exposto via a internet—mais comumente por meio de um servidor web baseado em HTTP. Mashups são são aplicações web que combinam o uso de várias web APIs server-side.